# Ja Rule
Ja Rule, de son vrai nom Jeffrey Atkins, né le 29 février 1976 à New York, est un rappeur américain. Il est devenu le porte-étendard du label The Inc. Records (anciennement Murder Inc).
Atkins se lance dans la musique en 1999 avec Venni Vetti Vecci et son single Holla Holla. Entre 1999 et 2005, Ja Rule publie plusieurs chansons qui atteindront le top 20 du Billboard Hot 100, comme Livin'it up (2001), Between Me and You avec Christina Milian, I'm Real (Murder Remix) et Ain't It Funny avec Jennifer Lopez, qui atteignent le Billboard Hot 100, la chanson récompensée d'un Grammy Always on Time et Mesmerize avec Ashanti, et Wonderful avec R. Kelly et Ashanti. Dans les années 2000, Ja Rule signe chez The Inc. Records, anciennement Murder Inc. dirigé par Irv Gotti.

## Biographie

### Jeunesse et débuts
Atkins est né dans l'arrondissement de Queens, dans la ville de New York. Il est élevé comme témoin de Jéhovah par sa mère Debra Atkins et ses grands-parents. Atkins, âgé de cinq ans, devient le grand frère d'un bébé nommé Kristen. Atkins étudie au Public School 134 d'Hollis, dans le Queens, une école principalement composée d'afro-américains. Il explique être souvent entré en conflit de par sa petite taille ; sa mère décide alors de le transférer au Middle School 172 de Glen Oaks, qu'il décrit comme une « école blanche ». Atkins obtient son GED en février 2012.
La première apparition de Ja Rule dans la scène rap remonte à l'année 1994, date à laquelle il sort son premier single en autopromotion intitulé Get the Fortune, avec son groupe Cash Money Click formé avec Criss Black et O1. Il récidive en 1995 avec un autre single, 4 My Click, featuring Mic Geronimo. Il s'ensuit un silence de près de trois ans, avant de le voir ressurgir en 1998, avec plusieurs freestyles solo ou en compagnie de DMX et Jay-Z. À l'époque, ces trois futures superstars du rap pensent même former un groupe, mais cela ne se concrétisera jamais.
Le premier album de Ja Rule, Venni Vetti Vecci, est publié en 1999, et atteint la troisième place du Billboard 200 avec 184 000 exemplaires vendus la première semaine. Il est finalement certifié disque de platine aux États-Unis grâce au single Holla Holla, qui atteint la 35e place du on the Billboard Hot 100,. Ja Rule revient en 2000 avec un nouveau single, Between Me and You, en featuring avec Christina Milian. Between Me and You finira au Top 40 des diffusions sur radio, et 11e du Billboard Hot 100. Le second single Put It on Me, en featuring avec Vita et Lil' Mo, atteint la 6e place du Billboard Hot 100. Le deuxième album de Ja Rule, Rule 3:36, est publié le 30 octobre 2000. Il débute premier du Billboard 200 avec 276 000 exemplaires vendus la première semaine, puis est certifié triple disque de platine.

### Pain Is LoveetThe Last Temptation(2001–2002)
Le troisième album de Ja Rule, Pain Is Love est publié le 2 octobre 2001. Il est considéré par la presse spécialisée comme le meilleur album de la carrière de Ja Rule. L'album contient trois singles classé au top 10, deux ayant atteint la première place. Le premier single, Livin' It Up, en featuring avec Case, atteint la 6e place du Billboard Hot 100. Le second single Always on Time, avec Ashanti, finit premier du Billboard Hot 100. Le remix de la chanson I'm Real de Jennifer Lopez qui fait participer Ja Rule, atteint également la pole position du Billboard Hot 100. Comme son prédécesseur, Pain Is Love devient premier du Billboard 200 avec 361 000 exemplaires écoulés la première semaine, et est certifié triple disque de platine par la RIAA. L'album est également nommé d'un Grammy  en 2002 dans la catégorie de « meilleur album rap ». En 2007, il compte 3,6 millions d'exemplaires écoulés.
The Last Temptation, le quatrième album de Ja Rule, est publié le 19 novembre 2002. Il contient deux singles à succès ; Thug Lovin' (classé 42e du Billboard Hot 100), et Mesmerize un autre duo avec Ashanti (2e du Billboard Hot 100). The Last Temptation débute quatrième du Billboard avec 237 000 exemplaires écoulés la première semaine, et est certifié disque de platine par la RIAA en décembre 2002. Ja Rule tente aussi sa chance au cinéma, où on le voit aux côtés de Vin Diesel et Paul Walker dans Fast and Furious[réf. nécessaire].

### Blood in My EyeetR.U.L.E.(2003–2004)
2003 est une année noire pour le label encore prolifique Murder Inc. C'est en effet l'année de l'opposition avec 50 cent, l'année du changement d'éthique commerciale : Murder Inc Records est désormais officiellement rebaptisé The Inc Records.
Le cinquième album de Ja Rule, Blood in My Eye, est publié le 4 novembre 2003. L'album devait originellement être une mixtape, mais est publié comme album sous contrainte contractuelle. L'album est décrit comme un album de « haine » par la presse spécialisée. Il contient un single à succès, Clap Back, qui atteint la 44e place du Billboard Hot 100, et remporte un Source Award. Il atteint la 6e place du Billboard Hot 100, et est écoulé à 139 000 exemplaires la première semaine. Il compte, depuis, plus de 468 000 exemplaires écoulés aux États-Unis. En octobre 2003, Ja Rule rencontre Louis Farrakhan, qui essaye de calmer la violente rivalité qui oppose Ja Rule et 50 Cent.
Le sixième album de Ja Rule, R.U.L.E., est publié en novembre 2004, et débute septième des classements avec 166 000 exemplaires vendus. Le single Wonderful en featuring avec R. Kelly et Ashanti atteint la 5e place du Billboard Hot 100. Il est suivi de New-York en featuring avec Fat Joe et Jadakiss (réponse indirecte à l'encontre de 50 cent), et de 'Bout My Business en featuring avec Caddilac Tah, Black Child et Young Merc. La RIAA certifie R.U.L.E. disque d'or le 14 janvier 2005, et l'album compte 658 000 exemplaires vendus d'après Nielsen SoundScan.

### Activités récentes (depuis 2005)
En 2007, il semble que les plus grands problèmes soient résolus et l'accord de distribution avec Universal Records refondé. Irv Gotti veut traiter encore une fois avec Universal et il le fait avec l’artiste le plus important qu’il a sous contrat, Ja Rule. Un nouveau single, Father Forgive Me, est attendu, l’album The Mirror devant suivre en automne. Fin 2008, à l'occasion des fêtes de fin d'année, Ja Rule met en ligne une mixtape, Atkins File Vol. 1, téléchargeable gratuitement sur son Myspace. Également pour fêter les dix ans de son premier opus Venni Vetti Vecci, il sort courant 2009 un album de la même veine que l'original. Le 31 juillet 2009, il sort The Mirror en téléchargement gratuit sur son site. Suivront ensuite une ligne de vêtements et de bijoux et un film en 2010, Wrong of Side Town. Il joue aussi le rôle de Foster dans Don't Fade Away.
Pain Is Love 2 est publié le 21 février 2012, après avoir été retardé à plusieurs reprises en raison, notamment, de problèmes de droits d'auteur concernant certains samples utilisés sur l'album. Le clip du premier single, Real Life Fantasy, mis en ligne le 1er février totalise plus de quatre millions de vues sur Internet en à peine quelques heures. Par ailleurs, aucune date n'a été fixée pour la sortie de son dernier projet, Renaissance Project.

## Démêlés judiciaires
En juillet 2007, Ja Rule est arrêté, avec Lil Wayne, pour possession d'arme et de drogue à la sortie d'un concert à New York. Le 13 décembre 2010, Ja Rule est condamné à deux ans de prison après avoir plaidé coupable pour possession d'arme après l'arrestation de 2007. Il est incarcéré le 8 juin 2011 et libéré le 21 février 2013, mais immédiatement réincarcéré à la suite d'une condamnation à 28 mois de prison pour évasion fiscale datant de juillet 2011,. Il est finalement libéré le 7 mai 2013.

## Vie privée
En avril 2001, Ja Rule épouse Aisha Murray,,. Il est également père de trois enfants ; Brittany (née en 1995), Jeffrey Jr. (né en 2000), et Jordan (né en 2004),.

## Discographie

### Albums studio
- 1999 : Venni Vetti Vecci
- 2000 : Rule 3:36
- 2001 : Pain Is Love
- 2002 : The Last Temptation
- 2003 : Blood in My Eye
- 2004 : R.U.L.E.
- 2012 : Pain Is Love 2

### Compilations
- 2004 : Exodus
- 2012 : Icon

### Mixtape
- 2009 : The Mirror

### Singles
| Année | Titre                                              | Classement        | Classement            | Classement    | Classement       | Classement             | Classement    | Classement        | Album               |
| Année | Titre                                              | Billboard Hot 100 | Hot R&B/Hip-Hop Songs | Hot Rap Songs | UK Singles Chart | Rhythmic Airplay Chart | Top 40 Tracks | Top 40 Mainstream | Album               |
| ----- | -------------------------------------------------- | ----------------- | --------------------- | ------------- | ---------------- | ---------------------- | ------------- | ----------------- | ------------------- |
| 1999  | Holla Holla / It's Murda                           | 35                | 11                    | 2             | -                | 20                     | -             | -                 | Venni Vetti Vecci   |
| 1999  | Daddy's Little Baby (featuring Ronald Isley)       | -                 | -                     | -             | -                | -                      | -             | -                 | Venni Vetti Vecci   |
| 2000  | Between Me and You (featuring Christina Milian)    | 7                 | 5                     | 11            | 26               | 3                      | 21            | -                 | Rule 3:36           |
| 2000  | Put it on Me (featuring Lil' Mo et Vita)           | 8                 | 2                     | 11            | -                | 1                      | 17            | 24                | Rule 3:36           |
| 2001  | I Cry (featuring Lil' Mo)                          | 40                | 11                    | 25            | -                | 25                     | -             | -                 | Rule 3:36           |
| 2001  | I'm Real (Murder Remix) (featuring Jennifer Lopez) | 1                 | 2                     | -             | 4                | 1                      | 1             | 1                 | Pain Is Love        |
| 2001  | Livin' it Up (featuring Case)                      | 6                 | 4                     | 4             | 27               | 4                      | 8             | 8                 | Pain Is Love        |
| 2002  | Always on Time (featuring Ashanti)                 | 1                 | 1                     | 4             | 6                | 1                      | 4             | 5                 | Pain Is Love        |
| 2002  | Down Ass Chick (featuring Charlie Baltimore)       | 21                | 8                     | 5             | -                | 9                      | 34            | -                 | Pain Is Love        |
| 2002  | Thug Lovin' (featuring Bobby Brown)                | 42                | 16                    | 10            | 15               | 24                     | -             | -                 | The Last Temptation |
| 2003  | Mesmerize (featuring Ashanti)                      | 2                 | 5                     | 2             | 12               | 2                      | 2             | 3                 | Last Temptation     |
| 2003  | Reign                                              | -                 | -                     | -             | 9                | -                      | -             | -                 | The Last Temptation |
| 2003  | Clap Back                                          | 44                | 17                    | 12            | 9                | 25                     | -             | -                 | Blood in My Eye     |
| 2004  | New York (featuring Fat Joe et Jadakiss)           | 3                 | 4                     | 4             | 2                | 6                      | 4             | 7                 | R.U.L.E.            |
| 2004  | Wonderful (featuring R. Kelly et Ashanti)          | 4                 | 2                     | 1             | 1                | 4                      | 12            | 19                | R.U.L.E.            |
| 2005  | Caught Up (featuring Lloyd)                        | -                 | 41                    | -             | 13               | -                      | -             | -                 | R.U.L.E.            |
| 2007  | Uh Oh (featuring Lil' Wayne)                       | 11                | —                     | 18            | —                | 9                      | 21            | 9                 | The Mirror          |
| 2007  | Body                                               | -                 | -                     | -             | -                | -                      | -             | -                 | The Mirror          |

## Filmographie
- 2000 : On / Off : lui-même
- 2000 : Da Hip Hop Witch : lui-même
- 2000 : Turn it Up de Robert Adetuyi : David « Gage » Williams
- 2000 : Crime Partners
- 2001 :  Fast and Furious de Rob Cohen : Edwin
- 2002 : The Cookout de Lance Rivera : Bling Bling
- 2002 : Mission Alcatraz de Don Michael Paul : Nicolas « Nick » Frazier
- 2003 : Scary Movie 3 de David Zucker : l'agent Thompson
- 2004 : Shall We Dance ? de Peter Chelsom  rappeur dans le bar
- 2005 : Assaut sur le central 13 de Jean-François Richet : Smiley
- 2005 : Back in the Day : Reggie Coop
- 2009 : Don't Fade Away : Foster
- 2010 : Wrong of Side Town de David Defalco : Razor
- 2013 : I'm in Love With a Church Girl de Steve Race